# Sotin
Sotin (njemački: Sotting) je naselje u Republici Hrvatskoj, u sastavu Grada Vukovara, Vukovarsko-srijemska županija. 

## Stanovništvo
Prema popisu stanovništva iz 2021. godine, naselje je imalo 597 stanovnika te 241 obiteljskih kućanstava.
| broj stanovnika | 1052  | 1318  | 1341  | 1390  | 1436  | 1369  | 1480  | 1527  | 1168  | 1277  | 1289  | 1286  | 1327  | 1324  | 969   | 782   | 597   |
|                 | 1857. | 1869. | 1880. | 1890. | 1900. | 1910. | 1921. | 1931. | 1948. | 1953. | 1961. | 1971. | 1981. | 1991. | 2001. | 2011. | 2021. |

## Povijest

### Domovinski rat
Između 14. i 20. listopada 1991. srpske vojne postrojbe nakon okupacije Sotina veći su broj hrvatskih mještana nasilno odvele iz svojih domova, a potom u logor u Negoslavcima gdje su bili podvrgnuti zlostavljanjima i ispitivanjima. Nakon toga odvedeni su u logore u Srbiji, najviše u Begejce. Preostale Hrvate u Sotinu okupatori su držali u pritvoru i radnim logorima, tjerali na prinudni rad i postupno ih ubijali. Tijekom Domovinskog rata ubijena su 64 mještana Sotina.
Županijsko državno odvjetništvo iz Vukovara podiglo je optužnicu protiv sedamnaest optuženika za zločine u Sotinu, no do danas nitko nije osuđen.

## Šport
- NK Dunav Sotin, član 2. županijske lige Vukovarsko-srijemske NS Vukovar

## Vanjske poveznice
- http://www.vecernji.hr/svijet/u-beogradu-potvrdena-optuznica-za-ratni-zlocin-u-sotinu-945245